# Земляной богомол
Земляной богомол (лат. Geomantis larvoides) — один из двух видов мелких богомолов из средиземноморского рода Geomantis из семейства Rivetinidae. Распространён в Южной Европе и Северной Африке.
Небольшой бескрылый богомол, который встречается в сухой травянистой растительности. Тело богомола охристого цвета. Переднеспинка удлинённая, более чем в 2 раза длиннее собственной ширины. Глаза шаровидные, слабо выступают над поверхностью головы. Передние ноги мраморно-коричневые, передние тазики с мелкими шипами. Края брюшка параллельные, сегменты больше в ширину чем в длину, несут продольные кили.
Длина тела самки 2—2,5 см, самцы немного мельче — 1,8—2,2 см.
Впервые описан в Испании, встречается в Португалии, на юге Франции, в Италии, Хорватии, Албании, Греции, Турции, Марокко. Присутствие вида в Алжире вызывает сомнения.